# Окагампка (Флорида)
Окагампка (англ. Okahumpka) — переписна місцевість (CDP) в США, в окрузі Лейк штату Флорида. Населення — 240 осіб (2020).

## Географія
Окагампка розташована за координатами 28°44′45″ пн. ш. 81°53′46″ зх. д. / 28.74583° пн. ш. 81.89611° зх. д. (28.745920, -81.896193).  За даними Бюро перепису населення США в 2010 році переписна місцевість мала площу 0,64 км², уся площа — суходіл.

## Демографія
Згідно з переписом 2010 року, у переписній місцевості мешкало 267 осіб у 104 домогосподарствах у складі 79 родин. Густота населення становила 418 осіб/км².  Було 116 помешкань (182/км²).
Расовий склад населення:
| - 81,3 % — білих - 3,4 % — чорних або афроамериканців - 0,4 % — корінних американців - 0,4 % — азіатів - 9,7 % — осіб інших рас |

До двох чи більше рас належало 4,9 %. Частка іспаномовних становила 12,0 % від усіх жителів.
За віковим діапазоном населення розподілялося таким чином: 19,5 % — особи молодші 18 років, 67,0 % — особи у віці 18—64 років, 13,5 % — особи у віці 65 років та старші. Медіана віку мешканця становила 41,1 року. На 100 осіб жіночої статі у переписній місцевості припадало 99,3 чоловіків;  на 100 жінок у віці від 18 років та старших — 106,7 чоловіків також старших 18 років.
Цивільне працевлаштоване населення становило 26 осіб. Основні галузі зайнятості: освіта, охорона здоров'я та соціальна допомога — 53,8 %, науковці, спеціалісти, менеджери — 46,2 %.